# Nicolas Li Yun Fong
Nicolas Li Yun Fong (* 28. August 1982) ist ein Hammerwerfer aus Mauritius und derzeitiger Rekordinhaber seines Landes in dieser Disziplin. 

## Sportliche Laufbahn
Erste internationale Erfahrungen sammelte Nicolas Li Yun Fong 1999 bei den Jugendweltmeisterschaften in Bydgoszcz, bei denen er mit einer Weite von 54,54 m mit dem 5-kg-Hammer in der Qualifikation ausschied. 2002 nahm er erstmals an den Commonwealth Games in Manchester teil und belegte dort mit 53,13 m den achten Platz, ehe er bei den Afrikameisterschaften in Radès mit 58,35 m auf Rang fünf gelangte. Auch bei den Afrikameisterschaften 2004 in Brazzaville wurde er mit einem Wurf auf 59,88 m Fünfter, wie auch bei den Afrikameisterschaften 2006 in Bambous mit 56,98 m. 2007 nahm er erstmals an den Afrikaspielen in Algier teil und belegte dort mit 56,53 m den sechsten Platz, während er sich bei den Afrikameisterschaften 2008 in Addis Abeba mit 61,42 m auf dem fünften Platz klassierte. Im Jahr darauf erreichte er bei den Spielen der Frankophonie in Beirut mit 53,85 m Rang zehn.
2013 wurde er bei den Spielen der Frankophonie in Nizza mit 55,58 m Neunter und 2015 gewann er bei den Afrikaspielen in Brazzaville mit einer Weite von 59,36 m die Bronzemedaille hinter dem Ägypter Mostafa el-Gamel und Chris Harmse aus Südafrika. 2016 gelangte er bei den Afrikameisterschaften in Durban mit 58,54 m auf den fünften Platz und 2019 wurde er bei den Afrikaspielen in Rabat mit 59,30 m Siebter.
2004 wurde Li Yun Fong mauritischer Meister im Hammerwurf.